# I soldi
I soldi è un film del 1965, diretto da Gianni Puccini e Giorgio Cavedon.

## Produzione
Sul tema "i soldi sono la forza motrice che spinge l'uomo a commettere follie per conquistarli", il film presenta una serie di episodi: I soci; Il pirulicchio; L'onesto; La belva; Lui; Chi troppo sale; La coppia; Operazione Mercedes; La fortuna è femmina; Lo scomparso; Due.